# Paratomarctus
Paratomarctus — вимерлий одновидний рід підродини псових Borophaginae, що родом із Північної Америки. Він жив із середнього до пізнього міоцену, 16.3–5.3 Ma. Він був розміром з койота і, ймовірно, був узагальненим хижаком без спеціалізованих пристосувань.